# Faze Magazin
Das Faze Magazin (Eigenschreibweise: FAZE Magazin, kurz FAZEmag) ist ein monatlich erscheinendes Musikmagazin, das sich mit elektronischer Tanzmusik beschäftigt. Die Publikation entstand im Frühjahr 2012 und wurde von der ehemaligen Redaktion der Raveline (1992–2013) gegründet. Der A.E.C. Geronimo Verlag, der die Raveline seit 1996 herausbrachte, musste im November 2011 Insolvenz anmelden. Die Redaktion der Raveline versuchte zusammen mit Kolumnist Tom Novy erfolglos, die Raveline-Namensrechte vom Insolvenzverwalter Ringstmeier zu erwerben. Als dies nicht gelang, da sich die Lebensgefährtin des alten Geschäftsführers, Cornelia Schlifkowitz, die Namensrechte sicherte, beschloss die Redaktion, ein neues Magazin zu gründen.
Die erste Ausgabe des Faze Magazins erschien im März 2012 als Print-Ausgabe und zeitgleich als iPad-App, die im Apple-Newsstand verfügbar ist. Das erste Cover präsentierte Ricardo Villalobos. Auf dem April-Cover zeigte sich Paul van Dyk. Die Mai-Cover-Story beschäftigte sich mit den gängigen Streaming-Diensten wie Radio oder Spotify.
Neben der Online-Präsenz und der Print- sowie iPad-Ausgabe gibt es seit April 2012 das Internet-TV-Format FAZE TV, das von Tom Novy und Sven Schäfer moderiert und täglich aktualisiert wird.
Zu den Inhalten des Heftes gehören regelmäßige Kolumnen unter anderem von Tom Novy, Marc DePulse, Falko Niestolik und Damian Duda. Außerdem bietet das Faze Magazin Interviews, Technik-Neuvorstellungen & -Tests, Charts, Mode & Gadgets, Tonträger-Rezensionen und Comics von Bringmann & Kopetzki.

## Jahrespoll

### Event
| Jahr | 1.                                                 | 2.                                                 | 3.                                                 |
| ---- | -------------------------------------------------- | -------------------------------------------------- | -------------------------------------------------- |
| 2012 | Nature One                                         | SonneMondSterne                                    | Feier Rhein                                        |
| 2013 | Nature One                                         | SonneMondSterne                                    | Feier Rhein                                        |
| 2014 | Nature One                                         | Fusion Festival                                    | Feier Rhein                                        |
| 2015 | Fusion Festival                                    | Nature One                                         | Time Warp                                          |
| 2016 | Nature One                                         | Sea You                                            | Awakenings                                         |
| 2017 | Nature One                                         | Amsterdam Dance Event                              | Sea You                                            |
| 2018 | SonneMondSterne                                    | Nature One                                         | Sea You                                            |
| 2019 | Sea You                                            | Nature One                                         | SonneMondSterne                                    |
| 2020 | Luft & Liebe Biergarten („Corona-konformes Event“) | Luft & Liebe Biergarten („Corona-konformes Event“) | Luft & Liebe Biergarten („Corona-konformes Event“) |
| 2021 | Nature One                                         | SonneMondSterne                                    | Sea You                                            |
| 2022 | Rave The Planet                                    | Sea You                                            | Docklands                                          |
| 2023 | Sea You                                            | Nature One                                         | Docklands                                          |
| 2024 | Fusion Festival                                    | Docklands                                          | Rave The Planet                                    |

### DJ
| Jahr | 1.                                | 2.                                | 3.                                |
| ---- | --------------------------------- | --------------------------------- | --------------------------------- |
| 2012 | Chris Liebing                     | Klaudia Gawlas                    | Sven Väth                         |
| 2013 | Klaudia Gawlas                    | Felix Kröcher                     | Sven Väth                         |
| 2014 | Klaudia Gawlas                    | Andhim                            | Chris Liebing                     |
| 2015 | Klaudia Gawlas                    | Sven Väth                         | Dixon                             |
| 2016 | Klaudia Gawlas                    | Solomun                           | Pappenheimer                      |
| 2017 | Solomun                           | Klaudia Gawlas                    | Pappenheimer                      |
| 2018 | Boris Brejcha                     | Klaudia Gawlas                    | Solomun                           |
| 2019 | Klaudia Gawlas                    | Boris Brejcha                     | Kobosil                           |
| 2020 | Claptone                          | Klaudia Gawlas                    | Charlotte de Witte                |
| 2021 | International: Charlotte de Witte | International: Carl Cox           | International: Amelie Lens        |
| 2021 | National: Klaudia Gawlas          | National: Boris Brejcha           | National: Purple Disco Machine    |
| 2022 | International: Artbat             | International: Carl Cox           | International: Charlotte de Witte |
| 2022 | National: Stella Bossi            | National: Klaudia Gawlas          | National: Solomun                 |
| 2023 | International: Carl Cox           | International: Charlotte de Witte | International: Nico Moreno        |
| 2023 | National: Klaudia Gawlas          | National: Sven Väth               | National: Boris Brejcha           |
| 2024 | Klaudia Gawlas                    | Klangkuenstler                    | Lilly Palmer                      |

### Producer
| Jahr | 1.                   | 2.                | 3.                   |
| ---- | -------------------- | ----------------- | -------------------- |
| 2012 | Oliver Koletzki      | Adam Beyer        | Gregor Tresher       |
| 2013 | Felix Kröcher        | Oliver Koletzki   | DJ Koze              |
| 2014 | Maceo Plex           | DJ Koze           | Oliver Koletzki      |
| 2015 | Stephan Bodzin       | Adam Beyer        | DJ Koze              |
| 2016 | Sebastian Groth      | Stephan Bodzin    | Enrico Sangiuliano   |
| 2017 |                      |                   |                      |
| 2018 | Purple Disco Machine | Boris Brejcha     | Fisher               |
| 2019 | Boris Brejcha        |                   |                      |
| 2020 | Drumcomplex          | Adam Beyer        | Paul Kalkbrenner     |
| 2021 | Stephan Bodzin       | Boris Brejcha     | Purple Disco Machine |
| 2022 | Klaudia Gawlas       | Boris Brejcha     | Purple Disco Machine |
| 2023 | DJ Koze              | Thomas Schumacher | Gregor Tresher       |
| 2024 | Gregor Tresher       | DJ Koze           | Anyma                |

### Club
| Jahr | 1.                                | 2.                                     | 3.                                |
| ---- | --------------------------------- | -------------------------------------- | --------------------------------- |
| 2012 | Berghain, Berlin                  | Butan Club, Wuppertal                  | Cocoon Club, Frankfurt am Main    |
| 2013 | Butan Club, Wuppertal             | Lehmann Club, Stuttgart                | Berghain, Berlin                  |
| 2014 | Berghain, Berlin                  | Butan Club, Wuppertal                  | Lehmann Club, Stuttgart           |
| 2015 | Berghain, Berlin                  | Lehmann Club, Stuttgart                | Butan Club, Wuppertal             |
| 2016 | Club Charlotte, Münster           | Berghain, Berlin                       | Airport, Würzburg                 |
| 2017 | Berghain, Berlin                  | Weidendamm, Hannover                   | Blitz Club, München               |
| 2018 | Butan Club, Wuppertal             | Weidendamm, Hannover                   | Berghain, Berlin                  |
| 2019 | Berghain, Berlin                  | Bootshaus, Köln                        | Weidendamm, Hannover              |
| 2020 | nicht vergeben                    | nicht vergeben                         | nicht vergeben                    |
| 2021 | International: Printworks, London | International: Amnesia, Ibiza          | International: Fabric, London     |
| 2021 | National: Bootshaus, Köln         | National: Fusion Club, Münster         | National: Berghain, Berlin        |
| 2022 | International: Hï Ibiza, Ibiza    | Arsenal XXII, Kiew                     | International: Printworks, London |
| 2022 | National: Bootshaus, Köln         | National: Fusion Club, Münster         | National: Berghain, Berlin        |
| 2023 | International: Hï Ibiza, Ibiza    | International: Akvárium Klub, Budapest | International: Nordstern, Basel   |
| 2023 | National: Bootshaus, Köln         | National: Fusion Club, Münster         | National: Airport, Würzburg       |
| 2024 | International: Hï Ibiza, Ibiza    | International: Amnesia, Ibiza          | International: Ushuaïa, Ibiza     |
| 2024 | National: Bootshaus, Köln         | National: Gotec, Karlsruhe             | National: Fusion Club, Münster    |